# Erwin Hoffer
Erwin Hoffer (ur. 14 kwietnia 1987 w Baden) − austriacki piłkarz występujący na pozycji napastnika.

## Kariera klubowa
Hoffer jest wychowankiem FC Trübuswinkel. Następnym jego klubem było Casino Baden, skąd w 2004 trafił do pierwszoligowego wówczas zespołu Admira Wacker Mödling. W pierwszym sezonie w tym zespole wystąpił w lidze czterokrotnie. Kolejny sezon był dla niego o wiele bardziej udany, bowiem Hoffer w drugiej części sezonu 2005/2006 zdołał przebić się do podstawowego składu Admiry. Zagrał w 17 meczach i zdobył 4 bramki. Po zakończeniu rozgrywek Hoffer odszedł do Rapidu Wiedeń, z którym w sezonie 2007/2008 zdobył mistrzostwo Austrii. Łącznie przez ponad 3 lata gry w Rapidzie austriacki napastnik strzelił 41 goli w 85 meczach. W sezonie 2008/2009 wspólnie ze Stefanem Maierhoferem stworzył najskuteczniejszy duet strzelców w lidze. Hoffer zdobył 27, a Maierhofer 23 gole. Skuteczniejszy od nich był jedynie Marc Janko, który zanotował 39 trafień w 34 występach.
28 lipca 2009 Hoffer został graczem włoskiego SSC Napoli, jednak przegrywał tam rywalizację o miejsce w składzie z Fabiem Quagliarellą, Ezequielem Lavezzim oraz Germánem Denisem i w sezonie 2009/2010 zagrał tylko w 8 meczach Serie A nie strzelając żadnej bramki. 15 lipca 2010 Hoffera wypożyczono do niemieckiego Kaiserslautern. Od 2011 roku do 2013 przebywał na wypożyczeniu w Eintrachcie Frankfurt. W 2013 ponownie był wypożyczony do Kaiserslautern, a latem tamtego roku przeszedł do Fortuny Düsseldorf. W 2015 roku przeszedł do Karlsruher SC. W latach 2017–2019 grał w Beerschocie Wilrijk, a w latach 2019-2021 w Admirze Wacker.

## Kariera reprezentacyjna
W 2007 razem z młodzieżową reprezentacją Austrii Hoffer wywalczył brązowy medal na Mistrzostwach Świata U-20, które odbywały się w Kanadzie, a sam w całym turnieju zdobył 3 gole. W seniorskiej reprezentacji Austrii zadebiutował 2 czerwca tego samego roku w zremisowanym 0:0 pojedynku z Paragwajem.